# ГЕС-ГАЕС Чаплина
ГЕС-ГАЕС Чаплина — гідроелектростанція у Герцеговині (південно-східна частина Боснії й Герцеговини). Становить нижній ступінь у каскаді на річці Требишниця, знаходячись після ГЕС Требинє II та місця деривації до ГЕС Дубровник.
У середній течії Требишниця протікає через карстову долину Попово поле, з якої має підземний стік як у Адріатичне море, так і в долину Неретви. В останньому випадку річка йде під землю на заході Попового поля під селищем Гутово, де в процесі будівництва гідроакумуляційної електростанції спорудили верхній резервуар об'ємом 7,12 млн м3 (корисний об'єм 6,5 млн м3). Для запобігання втратам води із Требишниці через карстові порожнини в долині Попово поле прокладено канал Требинє — Гутово довжиною 65 км.
Нижній резервуар — озеро Світавско об'ємом 44 млн м3 — створили на південний схід від міста Чаплина у болотистій місцевості лівобережжя Неретви, куди надходили води Требишниці. Загальна довжина дамб навколо озера, обвідного каналу та річки Крупа (притока Неретви, що дренує дану місцевість) склала понад 9 км. А наявний перепад висот із Поповим полем дозволив отримати напір у 229 метрів.
Машинний зал ГАЕС обладнаний двома оборотними турбінами типу Френсіс одиничною потужністю 210 МВт у турбінному режимі. При роботі в насосному режимі мотори видають потужність у 226 МВт. Зал споруджений в підземному виконанні на глибині 45 метрів та має розміри 98х29 метрів та висоту 77 метрів. З верхнім резервуаром його сполучає тунель довжиною 8,1 км та діаметром 8 метрів і напірна шахта довжиною 0,31 км та діаметром 5,25 метра. До нижнього резервуара прокладено тунель довжиною 0,663 км та діаметром 9 метрів.
Зв'язок з енергосистемою відбувається за допомогою ЛЕП, яка працює під напругою 220 кВ.
Під час війни у Боснії в першій половині 1990-х станція не зазнала пошкоджень, проте її використання було дуже обмеженим, без застосування насосного режиму, оскільки існувала загроза для стабільності ослабленої енергосистеми в момент запуску потужних асинхронних моторів.